# Tor Skjønsberg
Tor Vangen Skjønsberg (* 27. April 1903 in Kristiania; † 8. September 1993 in Oslo) war ein norwegischer Jurist, Wirtschaftsmanager und Politiker, der sich aktiv in der Widerstandsbewegungen Grimelundskretsen und Hjemmefronten gegen die deutsche Besetzung Norwegens nach dem Unternehmen Weserübung engagierte und nach dem Zweiten Weltkrieg Minister für Schifffahrt in der ersten Regierung von Ministerpräsident Einar Gerhardsen war.

## Leben

### Studium, Jurist und Widerstandskämpfer
Skjønsberg, Sohn des Direktors Gunnar S. Skjønsberg und dessen Ehefrau Gudfrid „Frida“ Othilie Vangen, wuchs in Kristiania auf und begann nach dem Schulbesuch 1922 ein Studium der Rechtswissenschaften und Sozialökonomie an der Universität Oslo, das er 1927 als Candidatus juris (Cand. jur.) abschloss. 1931 begann er eine berufliche Tätigkeit als Rechtsberater bei der Privatbank Bj. Faye-Schjøll & Co., deren Büroleiter er noch im selben Jahr wurde. Später wurde er Mitinhaber dieser Firma. 1936 heiratete er Else Henriksen, Tochter des Reedereibesitzers Gustav Severin Henriksen und dessen Ehefrau Elise „Lisken“ Dall.
Im Zweiten Weltkrieg engagierte sich Skjønsberg aktiv im Widerstandsbewegung gegen die deutsche Besetzung Norwegens nach dem Unternehmen Weserübung. Im Herbst 1940 begann er mit der wirtschaftlichen Unterstützung von Regierungsbeamten, die von der Entlassung bedroht waren, wenn sie sich nicht der faschistischen Nasjonal Samling von Vidkun Quisling anschlossen. Schließlich wurde ihm die Verantwortung für die Überführung der finanziellen Mittel zwischen Regierung und Hjemmefronten übertragen, so dass er als „Finanzminister“ der Heimatfront galt.
Frühzeitig trat er für eine gemeinsame Führung der Widerstandsbewegungen ein und war einer der Hauptinitiatoren bei der Kontaktaufnahme der Exil-Regierung von Ministerpräsident Johan Nygaardsvold in London. Dadurch wurde der Grimelundskretsen (Kurzform: Kretsen) 1943 tatsächlich als zivile Führung der Heimatfront anerkannt. Skjønsberg wurde später Mitglied des Koordinationskomitees KK (Koordinasjonskomiteen), dem führenden Organ im Kampf gegen die Nazifizierung. Im Herbst 1943 wurde er darüber hinaus Mitglied des illegalen Presserates, der die Herausgabe der illegalen Zeitungen des Widerstands koordinierte, und im Dezember 1943 auch Mitglied des Rates von Milorg (Militær organisasjon), der größten norwegischen Widerstandsgruppe im Zweiten Weltkrieg. Als im Frühjahr 1944 die Heimatfront-Führung HL (Hjemmefrontens Ledelse) gegründet wurde, war es selbstverständlich, dass er auch dieser Führungsgruppe als Mitglied angehörte.
Zusammen mit Tore Gjelsvik und Alf Sanengen war er die treibende Kraft im Kampf gegen den Arbeitsdienst und außerdem Autor zahlreicher Slogans im Kampf gegen die Nasjonal Samling. Im Oktober 1944 entging er nur knapp der Verhaftung durch die Geheime Staatspolizei durch die Flucht nach Schweden. Er kehrte allerdings noch vor Kriegsende zurück, um seinen Kampf gegen die deutsche Besatzungsmacht fortzusetzen.
In Anerkennung seiner Tätigkeiten in der Widerstandsbewegung benannte das Norwegische Polarinstitut 1967 den Gebirgszug Skjønsbergskarvet in der Antarktis nach ihm.

### Minister, Wirtschaftsmanager und sonstiges Engagement
Nach dem Ende des Zweiten Weltkrieges wurde Skjønsberg am 25. Juni 1945 in der ersten Regierung von Ministerpräsident Einar Gerhardsen Minister für Schifffahrt (Skipsfartsminister) und bekleidete diese Funktion in der Allparteienregierung (Samlingsregjeringen) bis zum 5. November 1945.
Anschließend zog er sich aus der Politik zurück und wurde Mitglied der Vorstände verschiedener bedeutender Wirtschaftsunternehmen. Er war 30 Jahre lang Mitglied des Vorstands und davon 20 Jahre lang Vorstandsvorsitzender des Energieversorgungsunternehmens Hafslund ASA und zeichnete sich dabei insbesondere durch seine Zusammenarbeit mit den Arbeitnehmervertretern aus. Ferner war er Vorstandsmitglied der Brauerei Frydenlund Bryggerier, von Dyno Industrier, des Eisenwerkes Norsk Jernverk, der Reedereigesellschaft NAL (Den norske Amerikalinje) sowie der Tageszeitung Verdens Gang.
Sein großes Interesse an Zeitgeschichte und deren Verbreitung zeigte sich auch in seiner Arbeit als erster Vorsitzender zwischen 1950 und 1955 der sicherheits- und verteidigungspolitischen Dachorganisation Folk og Forsvar sowie für das 1970 gegründete Norges Hjemmefrontmuseum in der Festung Akershus.

## Hintergrundliteratur
C. Guhnfeldt: Bomb Gestapo-hovedkvarteret, 1995